# Каваллари, Аристиде
Аристиде Каваллари (итал. Aristide Cavallari; 8 февраля 1849, Кьоджа, Ломбардо-Венецианское королевство — 24 ноября 1914, Венеция, королевство Италия) — итальянский кардинал. Титулярный епископ Филадельфии Аравийской и вспомогательный епископ Венеции с 18 августа 1903 по 15 апреля 1904. Патриарх Венеции и примас Далмации с 15 апреля 1904 по 24 ноября 1914. Кардинал-священник с 15 апреля 1907, с титулярной диаконией pro illa vice Санта-Мария-ин-Космедин с 18 апреля 1907.